# Jeffrey Weissman
Pour les articles homonymes, voir Weissman.
Jeffrey Weissman est un acteur américain né le 2 octobre 1958 connu pour son rôle de George McFly, père de Marty McFly dans les deux derniers volets de Retour vers le futur, en remplacement de Crispin Glover.

## Filmographie

### Acteur

#### Cinéma
- 1978 : Crazy Day : Ringo Fan (non crédité)
- 1978 : Modulation de fréquence : Station Rioter (non crédité)
- 1978 : Sgt. Pepper's Lonely Hearts Club Band : Brainwashed Youth (non crédité)
- 1979 : Fast Break : Cousin David (non crédité)
- 1979 : The Rose : Audience Rocker (non crédité)
- 1983 : La quatrième dimension : Jeune Homme (segment "Nightmare at 20,000 Feet")
- 1984 : Crackers : Backstage Dancer
- 1984 : Johnny le dangereux : T-Shirt Vendor
- 1985 : Hot Resort : Voice Over (non crédité)
- 1985 : Pale Rider - Le cavalier solitaire : Teddy Conway
- 1988 : Fatal Games : Voice Actor (non crédité)
- 1989 : Loverboy de Geoffrey Wright : Voice Actor (non crédité)
- 1989 : Retour vers le futur 2 : George McFly
- 1990 : Retour vers le futur 3 : George McFly
- 1990 : Meet the Applegates : Voice Actor (voix)
- 1991 : For the Boys - Hier, aujourd'hui et pour toujours : N. Africa Stage Manager (non crédité)
- 2000 : Y a-t-il un flic pour sauver l'humanité? : Groucho Marx (non crédité)
- 2001 : Max Keeble's Big Move : McGoogles (non crédité)
- 2001 : To Protect and Serve : Jean Goddard
- 2005 : Angels with Angles : Groucho
- 2005 : Slapdash : Mosley
- 2006 : Car Babes : Jay (en tant que Jeffrey Weisman)
- 2006 : Flying Saucer Rock 'N' Roll : Wild Man Rocky
- 2007 : Hats Off : Dr. Ball
- 2008 : Our Feature Presentation : Hugo Wilmington
- 2009 : Corked : Gerry Hannon
- 2009 : Night Fliers : Lee Hawthorn
- 2010 : The Stranger in Us : Anthony's Co-Worker
- 2011 : American Disciples : Doctor Garonski
- 2011 : The Chateau Meroux : Roy
- 2012 : Dam California : Harvey
- 2013 : Savior of none
- 2013 : Torn : Mr. Angr
- 2014 : Witches Blood : Uncle George
- 2015 : The Boat Builder : Bud
- 2018 : The Eden Theory : Mr. Marrow
- Date inconnue : The Standard
- Date inconnue : Treasure Tales

#### Courts-métrages
- 1998 : God@Heaven
- 2002 : Harold Bloom Is About to Die
- 2003 : Touched
- 2005 : My Music
- 2005 : Return to Sender
- 2006 : Can't Buy Me Love
- 2006 : Good Luck in Her Eye
- 2006 : Return to Sender
- 2007 : Edible
- 2008 : We Missed You, Pete
- 2009 : Four Cups of Joe
- 2009 : Shadow Angel
- 2010 : Bottle Caps
- 2010 : I'm Not Getting Married
- 2010 : Threads of Remorse
- 2011 : Nobody's Laughing
- 2011 : The Chozen
- 2012 : Kosher
- 2014 : Marvin's Business Trip
- 2015 : Back to the Future?
- 2016 : The Traveler

#### Télévision

##### Séries télévisées
- 1984 : Les deux font la paire : Scotty
- 1985 : The Best Times : Voice Actor (non crédité)
- 1987 : Dallas : Telegram Man
- 1987 : Max Headroom
- 1991 : Sauvés par le gong : The High Geek
- 2000 : Diagnostic : Meurtre : Lucas
- 2002 : The Man Show : Asshole
- 2007 : Man, Moment, Machine : Priest
- 2012-2013 : The Rocket Family Chronicles : Kirk
- 2014 : Hush the Series : Harry Bauman

##### Téléfilms
- 1985 : Le crime de la loi : Voice actor (non crédité)
- 1985 : Max Headroom : Operations (non crédité)
- 2000 : American 70's - Ces années-là : Andy Warhol (non crédité)

### Producteur

#### Cinéma
- 2013 : Savior of none
- 2014 : Witches Blood

#### Courts-métrages
- 2009 : Four Cups of Joe